# Duruelo de la Sierra
Duruelo de la Sierra é um município da província de Sória, na comunidade autónoma de Castela e Leão, na Espanha. Possui uma área de 44,84 km² e uma população de 1 473 habitantes (em 2006), com densidade populacional de 31,56 hab/km².
1. ↑  «Cifras oficiales de población resultantes de la revisión del Padrón municipal a 1 de enero» (ZIP). www.ine.es (em espanhol). Instituto Nacional de Estatística de Espanha. Consultado em 19 de abril de 2022